# Erik Lavévaz
Erik Lavévaz, né le 15 février 1980 à Aoste, est un entrepreneur et un homme politique italien, membre de l'Union valdôtaine (UV). Il est président de la Vallée d'Aoste du 21 octobre 2020 au 25 janvier 2023.

## Biographie
Originaire de Verrayes, où il habite, il obtient un diplôme en physique à l'université de Turin.
Il est élu syndic de Verrayes en 2005, charge qu'il occupe jusqu'en 2015, pour un total de 3 mandats consécutifs.
Il présente sa candidature aux élections régionales de 2018 avec l'Union valdôtaine. Il entre au Conseil de la Vallée en 2019 pour remplacer Luca Bianchi.
Il est élu président de l'Union valdôtaine en 2018.
Après les élections régionales de septembre 2020, il est élu président de la Vallée d'Aoste le 21 octobre suivant au sein d'une coalition comprenant l'UV, le Parti démocrate et la Stella Alpina.
Le 18 janvier 2023, il démissionne à cause d'une forte crise au sein du gouvernement régional.